# Lasorlinggruppe
Lasorlinggruppe är en bergskedja i Österrike.   Den ligger i förbundslandet Tyrolen, i den centrala delen av landet, 300 km väster om huvudstaden Wien.
Trakten runt Lasorlinggruppe består i huvudsak av gräsmarker. Runt Lasorlinggruppe är det ganska glesbefolkat, med 26 invånare per kvadratkilometer.